# Donna Morein

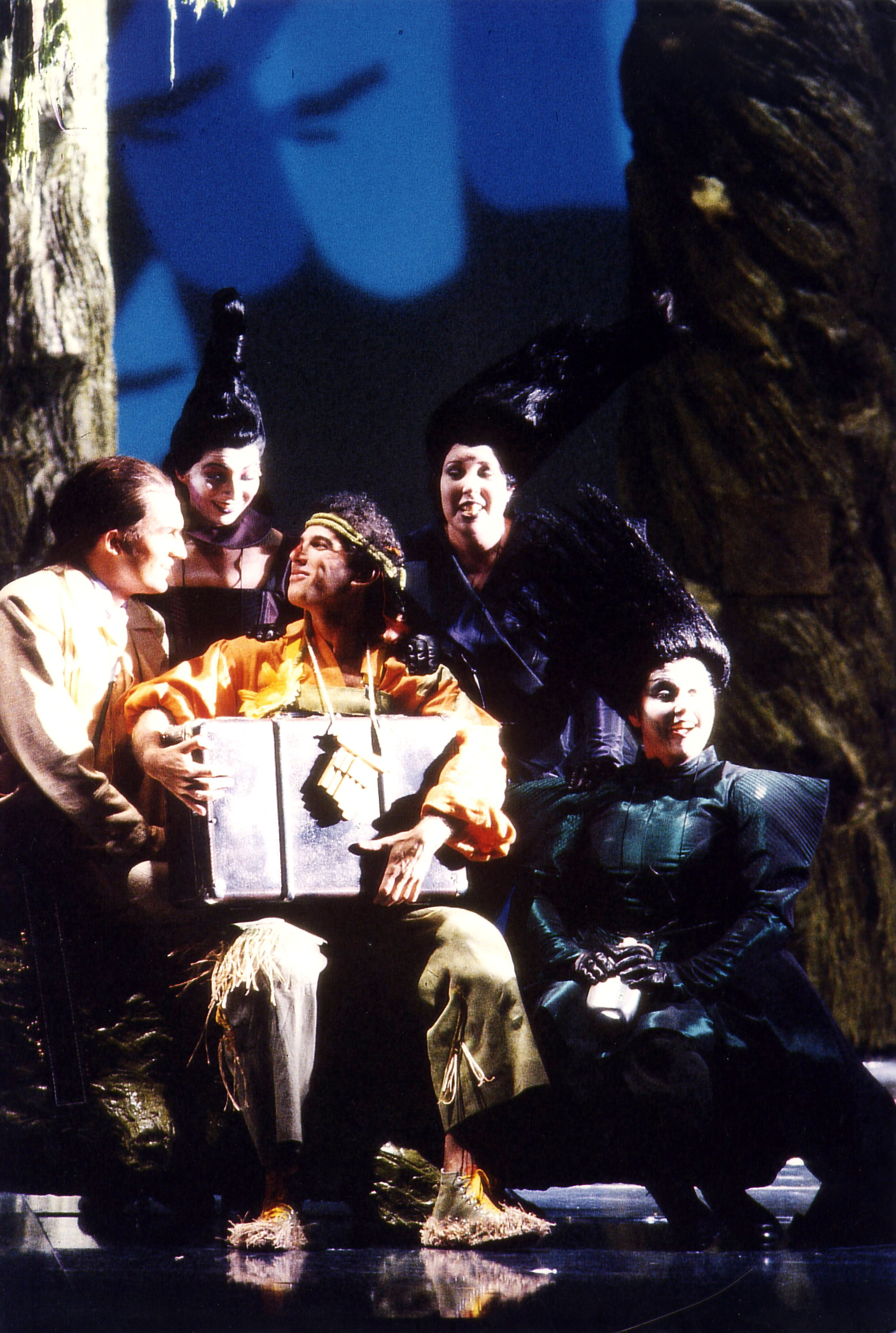
Donna Morein (2.v. re.) als 3. Dame in Peter Baumgardts Inszenierung von Mozarts "Zauberflöte" / Städtische Bühnen Augsburg 1997

Donna Morein (* in Philadelphia) ist eine amerikanische Mezzosopranistin, die seit 1981 an europäischen Bühnen beschäftigt ist. Sie ist Preisträgerin des Toti-dal-Monte-Wettbewerbs in Treviso und des Luciano-Pavarotti-Wettbewerbs.

## Leben und Werk
Donna Morein absolvierte ihr Gesangsstudium bei Klara Meyers, Martin Rich und Christa Ludwig. Ihrem Debüt an der Lyric Opera of Chicago folgten Engagements an der New York City Opera, New Jersey State Opera sowie feste Verpflichtungen am Opernhaus Zürich (1981/82), am Staatstheater am Gärtnerplatz (1983–1986), am Staatstheater Braunschweig (1986–1989), an den Städtischen Bühnen Augsburg (1992–1997) und an den Städtischen Theatern Chemnitz (1997–2007). Sie gastierte an namhaften Opernhäusern des In- und Auslandes. U.a. hat sie mit Dirigenten wie Leopold Hager, Ferdinand Leitner, Nello Santi, Georg Schmöhe und Stefan Soltesz erfolgreich zusammengearbeitet. Regisseure wie Brigitte Fassbaender, John Dew, Joachim Herz, Jaroslav Chundela, Peter Baumgardt, Hellmuth Matiasek und August Everding schätzten Donna Morein als Opernsängerin und zugleich Musiktheater-Darstellerin.
Zu ihren wichtigsten Partien gehören:
- Amme (Die Frau ohne Schatten)
- Eboli (Don Carlo)
- Fricka (Die Walküre/Das Rheingold)
- Waltraute (Götterdämmerung)
- Venus (Tannhäuser)
- Ortrud (Lohengrin)
- Brangäne (Tristan und Isolde)
- Azucena (Il trovatore)
- Klytämnestra (Elektra)
- Mutter/Hexe (Hänsel und Gretel)
- Zweite Dame/Dritte Dame (Die Zauberflöte)
- Ulrica (Un ballo in maschera)
- Fidalma (Il matrimonio segreto)